# Jules và Jim
Jules và Jim (tiếng Pháp: Jules et Jim) là bộ phim Pháp năm 1962, chuyển thể từ tiểu thuyết cùng tên của nhà văn Henri-Pierre Roché. Phim do François Truffaut đạo diễn, giành giải thưởng lớn của Viện điện ảnh Pháp, được tạp chí Empire năm 2010 bình chọn nằm trong 100 tác phẩm điện ảnh hay nhất điện ảnh thế giới.

## Diễn viên
- Jeanne Moreau: Catherine
- Oskar Werner: Jules
- Henri Serre: Jim
- Marie Dubois: Thérèse
- Cyrus Bassiak (Serge Rezvani): Albert
- Sabine Haudepin: Sabine
- Annie Nelsen: Lucie
- Vanna Urbino: Gilberte
- Michel Subor: người kể chuyện

## Phát sóng quốc tế
Phim được phát sóng vào khung giờ cuối tuần 21:30 ngày 29/5/2016 trên VTV1.